# Thakurdwara
Thakurdwara es una ciudad y municipio situada en el distrito de Moradabad en el estado de Uttar Pradesh (India). Su población es de 44255 habitantes (2011). 

## Demografía
Según el censo de 2011 la población de Thakurdwara era de 44255 habitantes, de los cuales 23046 eran hombres y 21209 eran mujeres. Thakurdwara tiene una tasa media de alfabetización del 67,86%, superior a la media estatal del 67,68%: la alfabetización masculina es del 75,35%, y la alfabetización femenina del 59,67%.